# Bröddarp
Bröddarp är en by på Söderslätt i Vellinge kommun, Västra Ingelstads församling. Byn ligger mellan Västra Ingelstad och Arrie intill länsväg 101. En tolkning av namnet Bröddarp är att det kommer från det fornnordiska ordet "bryte" som också så småningom kunde användas som personnamn. Vid medeltidens slut fanns det sex gårdar i byn, varav fyra ägdes av Månstorps gods. Kvarnen i byn, Bröddarps mölla, är ännu bevarad.
Konstnären Anders Montan var född i Bröddarp.